# VX
VX é um gás tóxico asfixiante extremamente poderoso. Desenvolvido pela Unidade Experimental de Defesa Química em Porton Down, Wiltshire, Inglaterra, no ano de 1952, o etil S-2-diisopropilaminoetilmetilfosfonotiolato, ou simplesmente VX, é 300 vezes mais forte que o fosgênio.
É letal a 10 mg/min/m³ no ar, ou 0,3 mg por via oral.
O "V" de VX significa longa persistência. Por isso, é mais perigosa e tóxica do que seus primos da variedade "G" como GA (Tabun) e GB (Sarin), que dissipam rapidamente e têm apenas efeitos de curto prazo. Na forma líquida do VX, é absorvida através dos olhos ou da pele da vítima. Ele toma uma ou duas horas para entrar em vigor e os seus efeitos resultam em morte. A forma gasosa, é mais mortífera do que a forma líquida e atua quase imediatamente na vítima. Os efeitos são piores quando ela é inalada.
Apenas os Estados Unidos e a Rússia admitem ter estoques do VX, embora outros países provavelmente o possuem. Em 2017 Kim Jong-Nam, meio irmão do líder norte coreano Kim Jong-Un, foi assassinado no aeroporto de Kuala Lumpur, na Malásia, após duas mulheres terem lançado o agente tóxico em seu rosto. Não se sabe se a Coreia do Norte é capaz de produzir o VX, embora o país disponha de instalações capazes de fabricar armas químicas.

## Efeito da Exposição do Gás VX
A exposição ao VX pode ser tratada. Tal como acontece com outros agentes nervosos, o tratamento mais eficaz para VX é a injeção imediata da mistura das drogas atropina e cloreto de pralidoxime, que neutralizam os efeitos do nervo agente sobre o sistema nervoso periférico e ajudam as vítimas a respirarem; e diazepam, que contraria os efeitos do sistema nervoso central do VX, incluindo as convulsões. Os militares americanos são equipados com kits auto-injetores, contendo os antídotos caso haja exposição com a substância. Entretanto, a droga deve ser administrada imediatamente após a exposição ao VX (os antídotos podem ser perigosos para aqueles que não foram expostos).
Às vítimas que inalam VX, também devem ser levadas a um local ventilado e com ar fresco. Aqueles cuja pele entrou em contato com o VX devem lavá-las com sabão e água. Outro produto químico, brometo de piridostigmina, pode ser administrado antes da exposição para aumentar a resistência ao VX. As pessoas podem não saber que eles estão expostos instantaneamente ao VX.
Pessoas expostas a uma dose baixa ou moderada de VX por inalação, ingestão (engolir), ou absorção cutânea podem enfrentar alguns ou todos os seguintes sintomas dentro de segundos a horas de exposição: corrimento nasal, lacrimejamento, pequenos pontos na pupila, dores oculares, visão turva, sialorréia e sudorese excessiva; tosse, aperto torácico, respiração rápida, diarréia, aumento da frequência urinária, confusão, sonolência, fraqueza, dores de cabeça, náuseas, vômitos e/ou dor abdominal, ritmo cardíaco lento ou rápido, pressão arterial elevada ou baixa anormalmente.
Mesmo uma pequena gota de nervo agente sobre a pele pode causar sudorese e contração espasmódica muscular quando o agente toca a pele.
A exposição a uma grande dose de VX por qualquer rota pode resultar nestes efeitos sobre a saúde: perda de consciência, convulsões, paralisia, insuficiência respiratória levando à morte.
O VX é um composto utilizado como arma química, pertencente ao grupo dos gases de nervos, ou seja, organo-fosforados, altamente tóxicos, que atuam no sistema nervoso central, inibindo a ação da enzima acetilcolinesterase, que possui ação importante na transmissão de impulsos nervosos.
Esta substância pode ser introduzida no organismo, através de inalação, ingestão, ou absorção pela pele. No caso da contaminação, alguns sintomas aparecem no indivíduo contaminado, por exemplo, náusea, vômito, diarréia, espasmos musculares, sudorese (suor excessivo), dificuldades respiratórias, tremores, convulsões e morte.

### Agente nervo VX - Representação
VX é provavelmente um dos mais perigosos produtos químicos criados pelo homem. É usado em guerra química. No filme "The Rock" é apresentado como um líquido verde, em que terroristas ameaçaram à Baía de San Francisco.
VX gás foi desenvolvido em Porton Down Chemical Weapons Research Centre, Wiltshire, Inglaterra em 1952 e os seus efeitos devastadores foram testados. Os britânicos negociaram a tecnologia do VX com os Estados Unidos da América, para informações sobre armas termonucleares.
Sua fórmula química é CH3CH20-P (P) (CH3)-SCH2CH2N (C3H7) 2 e está normalmente em estado líquido apesar do seu nome. Possui uma baixa volatilidade, é inodoro e é um excelente adesivo. Uma forma especial que tem sido desenvolvida é tão adesiva que é virtualmente impossível para remover a partir da superfície que está em contato. Isto leva a ataques estratégicos sobre bases inimigas ou aeroportos, o VX permanece preso à área e tem o potencial de matar qualquer um que tente se utilizar da base ou aeroporto.

### Características Químicas
VX é um inibidor da enzima acetilcolinesterase.Um pulso elétrico causa a liberação de acetilcolina na sinapse e com isso ocorre a contração muscular, sem a ação da acetilcolina não ocorre uma contração muscular. Após essa contração muscular a acetilcolina é quebrada em substâncias não reativas, acetato e colina, pela enzima acetilcolinesterase, estas retornam a vesícula de armazenamento e se juntam novamente formando a acetilcolina.O gás VX bloqueia a ação da acetilcolinesterase pela formação de uma ligação covalente no sitio de ligação da enzima causando uma super-estimulação com resultados físicos como contrações musculares violentas, contrações incessantes nas junções neuromusculares devido ao bloqueio da despolarização neuromuscular, seguido de paralisação dos músculos do corpo incluindo o músculo do diafragma, resultando em morte por asfixia

## Testes e Antídotos
Algumas substâncias são conhecidas como inibidoras da ação do VX. Entretanto, a atropina é a que possui ação mais efetiva.

### Como o VX se compara ao gás sarin ou de gás mostarda?
Como o VX e o sarin são ambos agentes nervosos, têm efeitos semelhantes no corpo. Mas VX é cerca de uma centena de vezes mais letais do que o sarin quando absorvidos através da pele e cerca de duas vezes mais mortal quando inalado. Além disso, sarin é volátil, evapora mais ou menos na mesma taxa da água, e é mortífero quando inalado, enquanto VX é à base de petróleo, extremamente adesiva, e duradouro. O gás mostarda, que não é menos letal que o sarin e o VX, mas pode levar aos mais duradouros efeitos para a saúde, como câncer e defeitos congênitos e o gas mostarda pode levar um ser humano para a morte em apenas 10 minutos.

### Efeito da Exposição do Gás VX em Fort Greely
Testes Norte-Americanos do VX:
Na sequência da desclassificação de documentos secretos dos E.U.A de outubro de 2002, surgiu a sugestão de que tropas das Forças Armadas Canadense "15º Batalhão de Artilharia fossem cobaias nos testes de guerra química na" Operação Elk Hunt " durante os anos 60. Documentos indicam que tropas canadenses a partir do dia 15, bem como de outras unidades militares, foram expostas ao gás de nervos VX, no Campo de Teste do Rio Gerstle (GRTS), perto de Fort Greely, no Alasca.
"Elk Hunt" Fase 1 e 2 foram conduzidos simultaneamente perto de Fort Greely durante 1964 e 1965. "Operação Elk Hunt" Fase 1 foi concebida para determinar a quantidade de agentes nervos VX coletada do vestuário do pessoal percorrendo diversos tipos de terrenos contaminados. VX foi divulgado a partir de minas subterrâneas M23 detonadas em três tipos de terreno e dentro d'água. "Operação Elk Hunt" Fase 2 foi semelhante mas acrescentou veículos percorrendo o terreno contaminado. Foi reportado que os canadenses conduziram 5 de 35 testes.

### Projeto de arma com Gás VX
Somente um pouco de DL50 como 10 mg para o ser humano. Ele atua cortando o sistema nervoso. Liga-se a enzima que transmite sinais para os nervos e os inibe. Portanto os nervos tornam-se isolados e incontroláveis. O antídoto, atropina, é uma toxina, mas isso contraria o efeito do VX, o removendo da enzima. É um agente antinervo o mesmo acontece com o inverso do VX, um agente do nervo. Normalmente é injetado no braço ou na coxa, mas para ataques gasosos a atropina deve ir imediatamente para o coração. Então uma proteção corporal completa e máscaras de gás são essenciais para evitar a exposição em um ataque de míssil VX.